# بدبد
 شهرستان بدبد (به عربی:  ولایة بدبد ) یکی از شهرستانهای استان داخلیه در کشور پادشاهی عمان است. شهرستان بدبد یکی از شهرستان‌های تاریخی سلطنت عمان است، این شهرستان دارای ۴۰ برج نگهبانی است.